# Victor Trossero
Oscar Víctor Trossero (15 septembre 1953-12 octobre 1983) est un footballeur argentin jouant au poste d'attaquant ou d'ailier droit.

## Biographie
Débutant à Boca Juniors, il poursuit sa carrière au Racing puis à l'Unión de Santa Fe. Il est ensuite recruté par le FC Nantes, qui l'a mis en concurrence avec Éric Pécout, et débute en août 1978. Il marque 10 buts en 17 rencontres et participe à la finale de coupe de France 1979 remportée contre Auxerre. Il participe également au parcours de championnat 1980 remporté par les Canaris.
Il rejoint l'AS Monaco en 1980, puis Montpellier avant de revenir en Argentine, à Club Atlético River Plate. À la suite d'un match à Rosario, contre Rosario Central, Victor Trossero meurt d'une rupture d'anévrisme dans le vestiaire.

## Palmarès
- Champion de France en 1980 avec le FC Nantes
- Vainqueur de la Coupe de France en 1979 avec le FC Nantes